# Club Sport Venecia
El Club Sport Venecia anteriormente llamado Club Deportivo Venecia, es un club ecuatoriano ubicado en la ciudad de Babahoyo, provincia de Los Ríos. Fue fundado el 28 de agosto de 1934, actualmente participa en la Segunda Categoría de Ecuador y pertenece a la Asociación de Fútbol Profesional de Los Ríos.

## Historia
Surgió en la parroquia Barreiro al margen derecho del Río San Pablo, uno de sus fundadores, fue el sacerdote italiano Marcos Benetazzo quien comparó a Barreiro con la ciudad italiana Venecia, ya que al llegar el invierno la ciudad se inundaba en aquella época. 

El Padre Marcos, en su calidad de Presidente, manifestó:
«Para nadie es desconocido que Barreiro es una población que durante todas las estaciones invernales se inunda, por lo que sus habitante tienen que utilizar canoas, balsas, etc, para poder realizar nuestras actividades y esto me recuerda que en mi país hay una ciudad que toda su actividad se la realiza mediante transporte acuático, en su homenaje pido que a nuestro Club le pongamos el nombre de VENECIA», moción que fue aceptada, al igual que los colores sean azul y rojo.
El primer directorio quedó integrado la noche del 28 de agosto del año 1934, de la siguiente manera: 
- Presidente: Padre Marcos Benetazzo
- Vicepresidente: Apolonio Bolaños
- Secretaria: Srta. Jesús Navarrete
- Tesorero: Urbano Cabezas
- Vocales Principales
  - Primero: Pablo del Hierro
  - Segundo: Gilberto González Yánez
  - Tercero: Pablo Carbo
  - Cuarto: David Arreaga
- Vocales Suplentes 
  - Primero Demetrio Figueroa
  - Segundo: Félix Filian
  - Tercero: Arnulfo Terán
  - Cuarto: Carlos Mora

En los últimos años ha sido partícipe activo en instancias finales del ascenso a la Serie B de Ecuador. Su participación más recordada y que llevó más lejos en dicho torneo de ascenso fue en el año 2005 con la presidencia de Erik Westerberg, cuando comandados por su jugador más importante, Wimper Guerrero, quedó a poco de aquel ansiado ascenso.

## Dirigencia

### Actual
| Presidente                         |
| ---------------------------------- |
| Ing. Carlos Vicente Ayala Guerrero |
| Vicepresidente                     |
| Antonio Arana Onofre               |
| Pdte. Comisión de Futbol           |
| Lcdo. Jamilton Carbo               |
| Secretaria                         |
| Anl. Gloria López Valero           |

## Presidentes
- (2003-2010) - Erik Westerberg
- (2010-2012) - Carlos Ayala
- (2012-2014) - Antonio Arana
- (2014-2024) - Carlos Ayala
- (2024- ) - Luis Coello Carbo

## Uniforme

### Uniforme Titular
Camiseta: Azul Marino con vivos Rojo Carmesí
Pantalón: Azul Marino con vivos Rojo Carmesí
Medias: Azul Marino

### Uniforme Alterno
Camiseta: Verde con vivos Blancos
Pantalón: Blanco con vivos Verdes
Medias: Verdes

## Indumentaria

### Auspiciantes
| Indumentaria Deportiva | Indumentaria Deportiva |
| Año                    | Proveedor              |
| ---------------------- | ---------------------- |
| 2005                   | Deportes Ramirez       |
| 2011-2014              | Spric                  |
| 2015-2017              | Sin proveedor          |
| 2018-Actualidad        | Boman Sport            |

| Patrocinador | Patrocinador                                                 |
| Año          | Auspiciante                                                  |
| ------------ | ------------------------------------------------------------ |
| 2005         | Almacén Lorences                                             |
| 2011-2013    | Gobierno Provincial de Los Ríos; Dial Ríos                   |
| 2013-2014    | Gobierno Provincial de Los Ríos; Dial Ríos; Cerveza Pilsener |
| 2015-2017    | Dial Ríos; C6 Televisión                                     |
| 2018-2019    | Dial Ríos                                                    |

## Estadio
Es un estadio multiusos. Está ubicado en la avenida 6 de Octubre y calle Isaías Chopitea de la ciudad de Babahoyo, provincia de Los Ríos. Fue inaugurado en 1956. Es usado mayoritariamente para la práctica del fútbol, Tiene capacidad para 11 000 espectadores. El estadio desempeña un importante papel en el fútbol local, ya que los clubes babahoyenses como el Río Babahoyo, Independiente Fútbol Club, Venecia, Santa Rita de Vinces (provisional) y Espoli de Quito (provisional) hacían y/o hacen de locales en este escenario deportivo. Asimismo, este estadio es sede de distintos eventos deportivos a niveles provincial y local, así como es escenario para varios eventos de tipo cultural, especialmente conciertos musicales.

## Plantilla 2020
| Club Sport Venecia | Club Sport Venecia | Club Sport Venecia | Club Sport Venecia          | Club Sport Venecia | Club Sport Venecia                       | Club Sport Venecia     | Club Sport Venecia     |
| N.º                | Nac.               | Pos                | Nombres y Apellidos         | Edad               | Eq. Procedencia                          | Cuerpo técnico         | Cuerpo técnico         |
| Arqueros           | Arqueros           | Arqueros           | Arqueros                    | Arqueros           | Arqueros                                 | Entrenador(es)         | Entrenador(es)         |
| ------------------ | ------------------ | ------------------ | --------------------------- | ------------------ | ---------------------------------------- | ---------------------- | ---------------------- |
|                    | Bandera de Ecuador | ARQ.               | Marcos Bazán Loor           | 25                 | S. D. Aucas                              | Bandera de Ecuador     | Omar Mendieta          |
|                    | Bandera de Ecuador | ARQ.               | Edwin Campbell Ucles        | 27                 | Deportivo del Valle                      | Asistente técnico      | Asistente técnico      |
| Defensas           | Defensas           | Defensas           | Defensas                    | Defensas           | Defensas                                 | Bandera de Ecuador     |                        |
|                    | Bandera de Ecuador | DEF                | Bryan Bravo Muentes         | 25                 | C. S. Patria                             | Preparador físico      | Preparador físico      |
|                    | Bandera de Ecuador | MED                | Victor Mina Coello          | 19                 | Club Deportivo y Social Santa Rita       |                        |                        |
|                    | Bandera de Ecuador | DEF                | Washington Díaz Amador      | 25                 | Río Babahoyo                             | Bandera de Ecuador     |                        |
|                    | Bandera de Ecuador | DEF                | Jean Gonzáles Uriarte       | 29                 | Atlético Milagro                         | Preparador de arqueros | Preparador de arqueros |
|                    | Bandera de Ecuador | DEF                | César Meza Ramírez          | 24                 | Independiente de Babahoyo                | Bandera de Ecuador     |                        |
|                    | Bandera de Ecuador | DEF                | Alexander Montecé Castillo  | 25                 | Río Babahoyo                             | Fisioterapia           | Fisioterapia           |
|                    | Bandera de Ecuador | DEF                | Jean Bueno Toro             | 20                 | Guayaquil F. C.                          | Bandera de Ecuador     |                        |
| Mediocampistas     | Mediocampistas     | Mediocampistas     | Mediocampistas              | Mediocampistas     | Mediocampistas                           | Analista de video      | Analista de video      |
|                    | Bandera de Ecuador | MED                | Marco Valencia Zambrano     | 23                 | Río Babahoyo                             | Bandera de Ecuador     |                        |
|                    | Bandera de Ecuador | MED                | Neyder Arias García         | 20                 | Club Deportivo y Social Santa Rita       |                        |                        |
|                    | Bandera de Ecuador | MED                | Jean Leon Aguirre           | 23                 | 7 de Febrero                             |                        |                        |
|                    | Bandera de Ecuador | MED                | Jacktim Suquilanda Valencia | 20                 | Independiente San Pedro                  | Nutrición              | Nutrición              |
|                    | Bandera de Ecuador | MED                | Edwin Quinteros Caicedo     | 24                 | 9 de Octubre Fútbol Club                 | Bandera de Ecuador     |                        |
|                    | Bandera de Ecuador | MED                | Edin Nazareno Quiñonez      | 23                 | Equipo de Cristo                         |                        |                        |
|                    | Bandera de Ecuador | MED                | Jose Morán Mora             | 20                 | Club Deportivo y Social Santa Rita       |                        |                        |
|                    | Bandera de Ecuador | MED                | Dante Carrasco Quiñonez (C) | 27                 | 7 de Febrero                             |                        |                        |
|                    | Bandera de Ecuador | MED                | Jefferson Chila Figueroa    | 21                 | Liga Deportiva Universitaria de Quito    |                        |                        |
|                    | Bandera de Ecuador | MED                | Marco Izquierdo Cabrera     | 19                 | Río Babahoyo                             |                        |                        |
|                    | Bandera de Ecuador | MED                | Luis Martinez Pazmiño       | 24                 | Toreros Fútbol Club                      |                        |                        |
|                    | Bandera de Ecuador | MED                | Jahir Mendieta Maldonado    | 23                 | Club Deportivo Clan Juvenil              |                        |                        |
|                    | Bandera de Ecuador | MED                | Marco Mina Calahorrano      | 23                 | Estudiantes de la Plata (Chimborazo)     |                        |                        |
| Delanteros         |                    |                    |                             |                    |                                          |                        |                        |
|                    | Bandera de Ecuador | DEL                | Marvin Cortez Mera          | 29                 | Pelileo Sporting Club                    |                        |                        |
|                    | Bandera de Ecuador | DEL                | Cristhian Tomsich Cervantes | 23                 | 9 de Octubre Fútbol Club                 |                        |                        |
|                    | Bandera de Ecuador | DEL                | Freddy Garaicoa Hurtado     | 23                 | Club Social Cultural y Deportivo Quevedo |                        |                        |
|                    | Bandera de Ecuador | DEL                | Carlos Tapia Mendez         | 23                 | Colón Fútbol Club (Ecuador)              |                        |                        |

## Jugadores importantes
- Wimper Guerrero
- Jefferson Montero
- Édison Valdivieso
- Erik Ayoví
- Jairon Zamora
- José Gavica

## Entrenadores
- Carlos Javier Landeros Castillo
- Raúl Duarte
- Humberto Pizarro
- Pedro Mayorga
- Julio César Rivadeneira Meza
- Kléber Fajardo
- Omar Mendieta

## Palmarés
- Campeón Torneo Provincial de Los Ríos 1999, 2000, 2001, 2006, 2008, 2012, 2019, 2020. (Récord compartido)[2]
- Subcampeón Torneo Provincial de Los Ríos 1998, 2005, 2007, 2010, 2013, 2014, 2015.